# Cas adessiu
En les llengües ugrofineses, com ara el finès, l'estonià o l'hongarès, el cas adessiu (del llatí adesse "estar present") és el quart cas locatiu, amb el significat bàsic de "sobre" o "sobre de". A tall d'exemple:
- Estonià: laud és taula i laual vol dir sobre la taula
- Hongarès: asztal és taula i a asztalon vol dir a la taula
- Finès: pöytä és taula i pöydällä vol dir a la taula

En estonià, s'afegeix la terminació -l al cas genitiu.
En finès, l'adessiu rep el sufix -lla/llä, segons les regles de l'harmonia vocàlica.
Els altres casos locatius en finès són:
- cas inessiu
- cas elatiu
- cas il·latiu
- cas al·latiu
- cas ablatiu